# ليفيا لوسيمر
ليفيا لوسيمر (بالإنجليزية: Liivia Laasimer)‏ هي عالمة نبات إستونية، وُلدت في 21 يونيو 1918، وتُوفيت في 26 فبراير 1988، وَولادتها ووفاتها كانت في تارتو. كانت تابعة لمعهد علم الحيوان والنبات في إستونيا، حيثُ نشرت العديد من الأبحاث، كما أنها عملت مع معهد علم النبات في ليتوانيا والمعهد البيولوجي في لاتفيا.